# Малина Крумова
Малина Валентинова Крумова е български политик, служебен заместник министър-председател в правителството на Огнян Герджиков.

## Биография
Родена е през 1976 г. Завършва политология и международния отношения в Американския университет в Благоевград. Завършва магистратура по „Демокрация и човешки права в Югоизточна Европа“ по съвместна програма на Болонския университет и Университета в Сараево. От 1998 г. започва да работи по проекти и програми.
През 2007 г. започва работа като експерт в Управляващия орган на Оперативна програма „Околна среда“ към Министерството на околната среда и водите. През 2009 г. е назначена за директор на дирекцията и ръководител на оперативната програма.
Между март и май 2013 г. е заместник министър на околната среда и водите в правителството на Марин Райков. От ноември 2014 г. участва в координацията на Европейските структурни и инвестиционни фондове, както и в групата на високо равнище на Европейската комисия за опростяване на кохезионната политика. След това е Директор на дирекция „Централно координационно звено“.
От 21 януари 2017 г. до 4 май 2017 г. е служебен заместник министър-председател, отговарящ за европейските фондове. На 9 май 2017 г. е назначена за заместник министър на регионалното развитие и благоустройството.